# Efébie
Efébie byla dvouletá vojenská služba ve starověkém Řecku. Absolvovali ji mladíci nazývaní efébové (starořecky: ἔφηϐος / éphêbos , z ἥϐη / êbê, mladistvý vzhled, viz bohyně mládí Hébé). Efébie byla zavedena v různých řeckých městských státech a její délka se místně i časově lišila. Vojenský ráz časem mizel a cílem se stala spíše fyzická výchova a duševní vzdělání pod vedením instruktorů.

## Efébie v Athénách
Athénští občané absolvovali po dovršení osmnáctého roku života vojenskou službu – efébii. Nastupovali ji poté, co byli zapsáni do „seznamu shromáždění“ (pinax ekklesiastikos, πίναξ ἐκκλησιαστικός). První rok se cvičili ve zbrani, druhý rok sloužili v posádkách opevněných měst. Efébové tvořili oddíly pěchoty a jízdy, účastnili se národních slavností a v divadle měli vyhrazená místa. Také předváděli tanec pyrrhiché během svátků Panathénaje.